# مزرعة كشاورزي صميمي (بمبور الغربي)
مزرعة کشاورزي صمیمي (بالإنجليزية: Mazraeh-ye Keshavarzy Samimi)‏ هي منطقة سكنية تقع في إيران في سيستان وبلوتشستان.